# Shuto Abe
Shuto Abe (安部 柊斗 Abe Shuto?), född 5 december 1997 i Tokyo prefektur, är en japansk fotbollsspelare.
Abe började sin karriär 2019 i FC Tokyo.